# Saúl Ñíguez
Saúl Ñíguez Esclápez vagy egyszerűen  Saúl  (Elche, Spanyolország, 1994. november 21. –) spanyol labdarúgó középpályás, a Flamengo játékosa,.

## Pályafutása
A Ñíguez család 2008-ban Madridba költözött. Még nem volt 14 éves amikor csatlakozott a Real Madrid akadémiájához. Két év múlva került át az Atlético akadémiájára, majd 2010-ben mutatkozott be a Matracosok második csapatában. 2011 nyarán már a nagycsapattal edzhetett, két gólt is lőtt a CD Árcangel elleni 19-1-re megnyert felkészülési mérkőzésen.

### Atlético
2012. március 8-án, az akkor mindössze 17 éves és 108 napos Saúl bemutatkozhatott az Atléti felnőtt csapatában is, a Beşiktaş JK elleni UEFA-bajnokok ligája mérkőzésen állt be az utolsó hat percre. Szeptember 20-án az Európa-liga csoportkörében pályára lépett a Hapoel Tel-Aviv ellen, majd három nap múlva az ő két góljával győzött 2-1-re az Atlético B csapata a Real Castilla ellen
2013. április 21-én a Sevilla FC elleni bajnokin mutatkozott be az első osztályban. A következő szezont kölcsönben a szintén első osztályú Rayo Vallecanónál töltötte. A 2014-15-ös szezont már ismét a madridiak első csapatánál kezdhette, és mindkét Supercopa de España mérkőzésen pályára lépett a Real Madrid ellen, ezzel begyűjtötte második trófeáját, a 2012-13-as Copa del Rey után. A 2015-16-os szezonban Mário Suárez távozása, és Tiago Mendes sérülése után lett alapember. 2016. április 27-én a FC Bayern München elleni UEFA-bajnokok ligája elődöntő első mérkőzésén nagyszerű szólógólt lőtt, az Atleti 1-0-ra megnyerte ezzel a mérkőzést.

### Kölcsönben a Chelsea-nél
2021. augusztus 31-én a Premier League-ben szereplő Chelsea vette kölcsön, vásárlási opcióval.

### Kölcsönben a Sevillánál
2024. július 15-én a Sevilla bejelentette, hogy kölcsönvette Saúlt a 2024–25-ös szezonra.

### Flamengo
2025. július 23-án 2028 decemberéig szóló szerződést írt alá a brazil Flamengo csapatával.

## Családja
Saúl labdarúgó családból származik, édesapja, José Antonio (más néven Boria), több évig játszott Elche CF csapatánál. Bátyja, Aaron a Valencia, míg a legidősebb bátyja, Jonathan is a Valenciaban nevelkedett.

## Sikerei, díjai

### Klub
- Atlético Madrid:
  - La Liga: 2020–21
  - Copa del Rey: 2012–13
  - Supercopa de España: 2014
  - UEFA-bajnokok ligája döntős: 2015–16
  - Európa-liga: 2011–12, 2017–18
  - UEFA-szuperkupa: 2018

- Chelsea:
  - FIFA-klubvilágbajnokság: 2021

### Válogatott
- Spanyolország U19:
  - U19-es Európa-bajnokság: 2012

### Egyéni
- U21-es labdarúgó-Európa-bajnokság gólkirálya: 2017